# Ebenthaler Schlucht
Ebenthaler Schlucht este o arie protejată (arie specială de conservare — SAC, sit de importanță comunitară — SCI) din Austria întinsă pe o suprafață de 18,33 ha, integral pe uscat.

## Localizare
Centrul sitului Ebenthaler Schlucht este situat la coordonatele 46°35′27″N 14°21′15″E / 46.5908°N 14.3541°E.

## Înființare
Situl Ebenthaler Schlucht a fost declarat sit de importanță comunitară în decembrie 2018 pentru a proteja 3 specii de animale. Situl a fost protejat și ca arie specială de conservare în decembrie 2018.

## Biodiversitate
Situată în ecoregiunea alpină, aria protejată conține 5 habitate naturale: Păduri de fag Luzulo-Fagetum, Păduri de stejar și carpen Galio-Carpinetum, Păduri pe pante, grohotișuri și ravene de Tilio-Acerion, Păduri mixte riverane de Quercus robur, Ulmus laevis și Ulmus minor, Fraxinus excelsior sau Fraxinus angustifolia, de-a lungul marilor râuri (Ulmenion minoris), Păduri ilirice de Fagus sylvatica (Aremonio-Fagion).
La baza desemnării sitului se află mai multe specii protejate:
- mamifere (2): liliac cârn (Barbastella barbastellus), liliacul mic cu potcoavă (Rhinolophus hipposideros)
- nevertebrate (1): Austropotamobius torrentium

Pe lângă speciile protejate, pe teritoriul sitului au mai fost identificate 6 specii de mamifere.